# Loutró (Étolie-Acarnanie)
Loutró, en grec moderne : Λουτρό, est un village du dème d'Amphilochie, district régional d’Étolie-Acarnanie, en Grèce-Occidentale.
Selon le recensement de 2011, la population du village compte 1 077 habitants.